# Sommet du G8 de 2008
Pour un article plus général, voir Sommet du G8.
Le sommet du G8 de 2008, 34e réunion du G8, réunissait les dirigeants des sept pays démocratiques les plus industrialisés et la Russie, ou G8, du  7 au 9 juillet 2008, dans la ville japonaise de Tōyako.

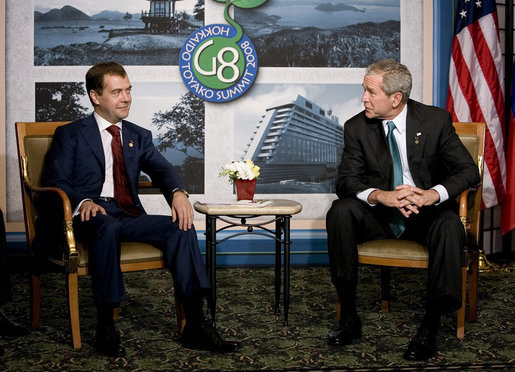
Dmitry Medvedev et George W. Bush lors du sommet.

Ce sommet du Groupe des huit au Japon est le premier pour les Premiers ministres britannique, Gordon Brown, et japonais, Yasuo Fukuda ainsi que pour le président russe Dmitry Medvedev. Il est également le dernier pour le président américain George W. Bush.

## Participants

### Dirigeants du G8

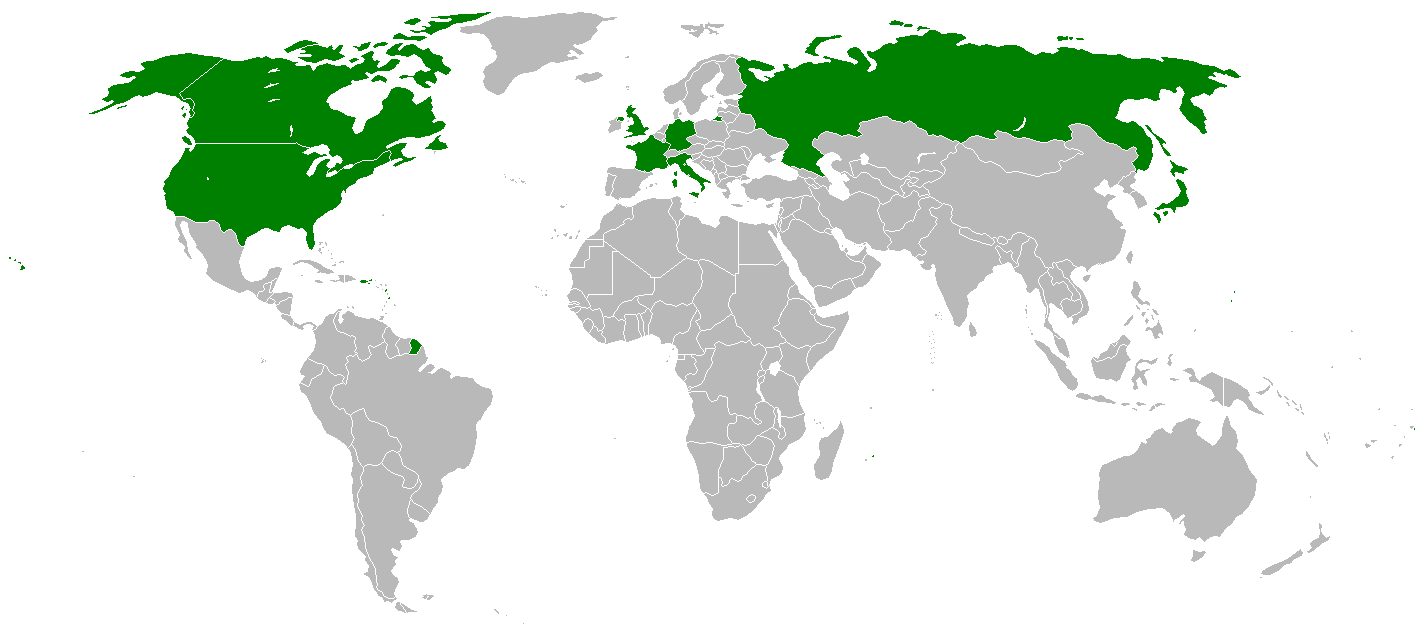
Pays appartenant au G8 et participant au sommet.

| Participants au G8            |                       |                           |                      |
| Membre                        | Membre                | Représenté par            | Fonction             |
| Drapeau du Canada             | Canada                | Stephen Harper            | Premier ministre     |
| Drapeau de la France          | France                | Nicolas Sarkozy           | Président            |
| Drapeau de l'Allemagne        | Allemagne             | Angela Merkel             | Chancelière          |
| Drapeau de l'Italie           | Italie                | Silvio Berlusconi         | Président du Conseil |
| Drapeau du Japon              | Japon                 | Yasuo Fukuda              | Premier ministre     |
| Drapeau du Royaume-Uni        | Royaume-Uni           | Gordon Brown              | Premier ministre     |
| Drapeau de la Russie          | Russie                | Dmitri Medvedev           | Président            |
| Drapeau des États-Unis        | États-Unis            | George W. Bush            | Président            |
| Drapeau de l’Union européenne | Commission européenne | José Manuel Durão Barroso | Président            |

### Dirigeants du G8+5
- Brésil
  - Président Luiz Inácio Lula da Silva
- Inde 
  - Premier ministre Manmohan Singh
- Mexique
  - Président Felipe Calderón
- Chine
  - Président Hu Jintao
- Afrique du Sud
  - Président Thabo Mbeki